# Soyouz TM-8
Soyouz TM-8 est un vol de la version TM du vaisseau spatial soviétique Soyouz chargé d'amener l'équipage  de la station spatiale Mir pour le cinquième séjour de longue durée à bord de celle-ci (mission Mir EO-5). 

## Équipage
- Aleksandr Viktorenko (2)
- Aleksandr Serebrov (3)

Remplacant :
- Anatoli Soloviov
- Aleksandr Balandine

## Points forts de la mission

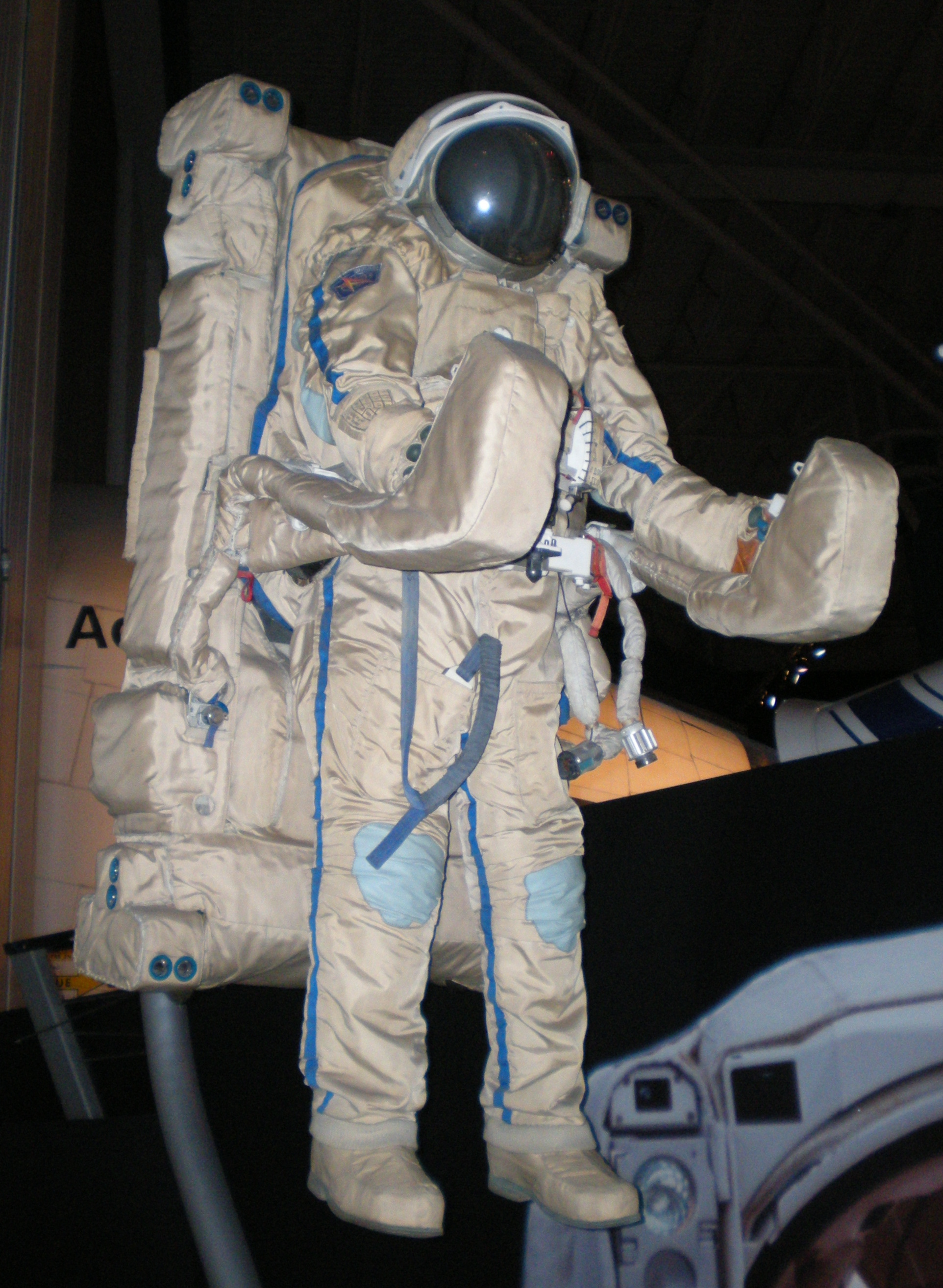
Le fauteuil spatial Icare.

À la suite d'une défaillance du système d'amarrage automatique Kours, Viktorenko doit prendre les commandes pour s'amarrer à la station spatiale.
Les 8 et 11 février, Viktorenko et Serebbov  effectuent deux sorties extravéhiculaires destinées à fixer des capteurs solaires à l'extérieur de Kvant-1. 
Entre le 26 janvier et le 5 février, ils en font trois autres, cette fois depuis le sas de Kvant-2 :
- l'objectif de la première est de fixer à l'extérieur des expériences scientifiques ;
- lors de la seconde, le 1er février, Serebrov effectue le SPK, premier essai du fauteuil spatial Icare, s'éloignant de 33 mètres de la station comme l'ont déjà fait les Américains cinq ans plus tôt ;
- Viktorenko expérimente Icare lors de la dernière sortie, s'éloignant cette fois de 45 m[1],[2].

Le 19 février 1990, après un séjour de 166 jours à bord de la station, l'équipage revient sur Terre.

## Paramètres de la mission
- Masse   : 7150 kg
- Périgée : 390 km
- Apogée  : 392 km
- Inclinaison : 51.6°
- Période : 92.4 minutes